# Palácio de Massandra
O Palácio de Massandra (em russo: Массандровский дворец, em ucraniano: Масандрівський палац) foi uma das residências do imperador Alexandre III da Rússia em Massandra, costa sul da Crimeia.
A construção do edifício começou em 1881 e foi financiada pelo filho de Mikhail Semyonovich Vorontsov, Semyon Mikhailovich que retornou havia acabado de retornar da Guerra russo-turca de 1877–1878. A construção do palácio que foi inicialmente projetado pelo arquiteto francês Étienne Bouchard no Estilo Luís XIII foi logo suspensa após a morte do príncipe Semyon Mikhailovich Vorontsov.
Em 1889 o palácio inacabado foi comprado pela Agência Imperial dos Domínios Russos (veja Удельное ведомство) por Alexandre III da Rússia. A construção foi renovada no projeto do arquiteto russo Maximilian Messmacher. Após o término da construção, transformou-se em uma das residências oficiais do Imperiado, entretanto nenhum dos membros da família imperial nunca permaneceram na residência durante a noite, preferindo o vizinho Palácio de Livadia.
Após a Revolução de Outubro e antes da Segunda Guerra Mundial, a residência foi utilizada como um sanatório governamental "Saúde Proletária" para pessoas doentes com tuberculose.
Após a Segunda Guerra Mundial foi usado como um chalé (Datcha) sob o nome "Stalinskaya".
Após a dissolução da União Soviética, o Palácio de Massandra foi usado como uma das residências oficiais ucranianas onde foram assinados os Acordos de Massandra em 1993.
Em 2014, depois da Adesão da Crimeia à Federação Russa, a residência foi assumida pela Administração de Assuntos Presidenciais da Rússia.